# 에드거 미첼

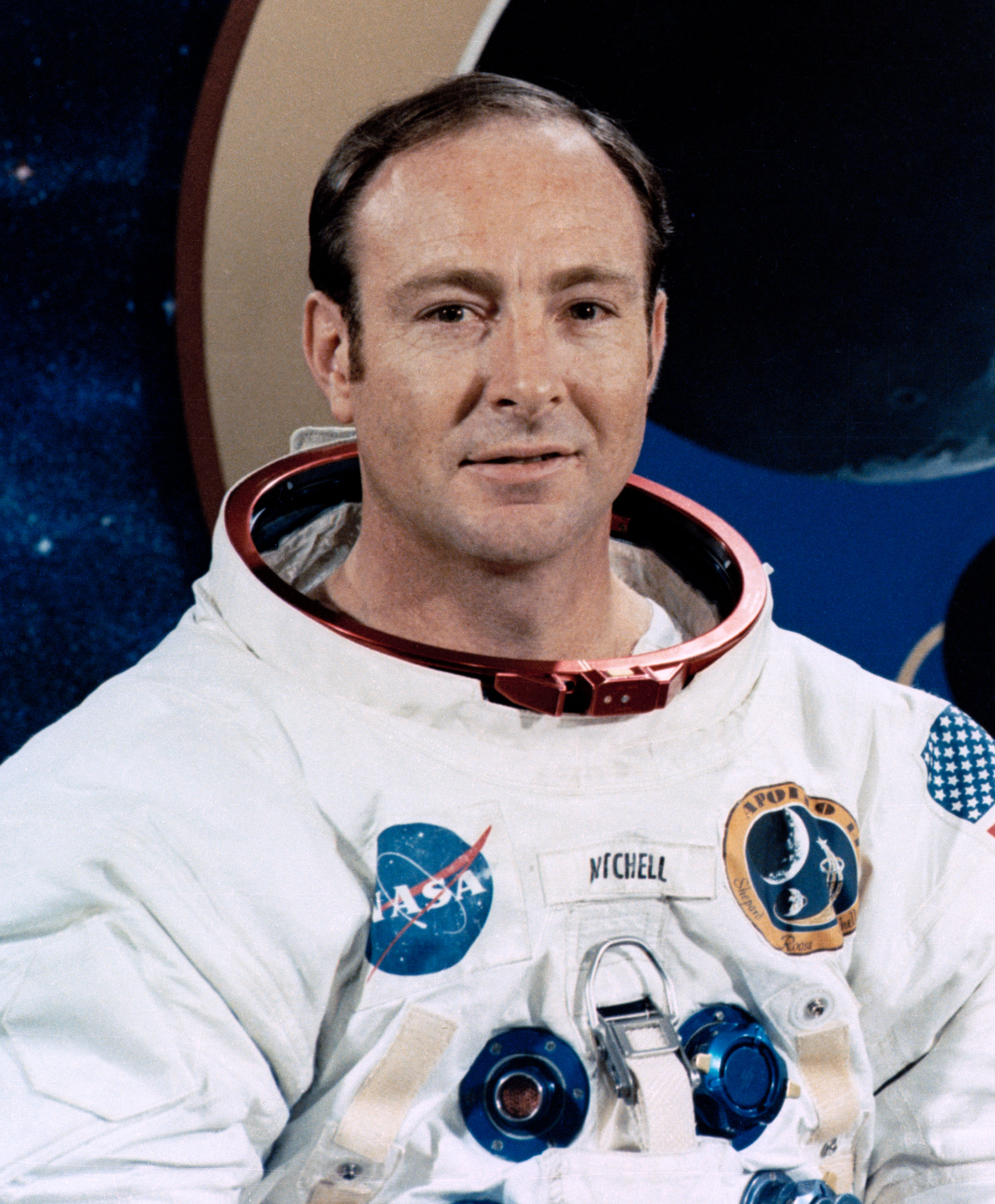

에드거 미첼(본명: 에드거 딘 미첼, Edgar Dean Mitchell, 1930년 9월 17일 ~ 2016년 2월 4일)은 미해군 장교이자 비행가, 시험 조종사, 항공 엔지니어, UFO 학자, NASA 우주 비행사였다. 1971년 아폴로 14호의 달 탐사선 조종사로서 그는 프라 마우로 고원(Fra Mauro Highlands) 지역의 달 표면에서 9시간을 작업했으며 달 위를 걸은 여섯 번째 사람이 되었다.
우주비행사가 되기 전에 미첼은 카네기 공과 대학교에서 산업 경영 학사 학위를 취득하고 1952년에 미국 해군에 입대했다. 로드아일랜드주 뉴포트에 있는 장교 후보 학교를 통해 임관한 후 해군 비행사로 복무했다. 1961년에 그는 미 해군 대학원에서 항공공학 학사 학위를 취득했고, 3년 후 매사추세츠 공과대학(MIT)에서 항공 및 우주학 박사 학위를 받았다. 1965년부터 1966년까지 그는 미 공군 항공우주 연구 조종사 학교에 다녔고 동급에서 1등으로 졸업했다. 이 기간 동안 그는 우주 비행사 후보자를 위한 고급 수학과 항법 이론의 강사로 재직했다.
그의 NASA 이후 과학 및 초심리학 연구의 유산은 노에틱과학(Noetic Sciences) 연구소를 통해 이어졌다.